# Oakham Castle
Oakham Castle er en middelalderborg i Oakham, Rutland, England.
Borgen blev bygget mellem 1180 og 1190 af Walkelin de Ferrers, lord of the manor af Oakham, søn of Henry de Ferrers, en nevø af Robert de Ferrers, 1. jarl af Derby (1062–1139). Storsalen består af et skib og to og arkader med hver tre store stensøjler. Der er en række skulpturer fra 1100-tallet, inklusiver seks musikere der støttes af søjlerne. Skulpturerne er hugget i lokal sten fra et stenbrud i Clipsham og dete antages at de er fremstillet af stenhuggere som også har arbejdet på Canterbury Cathedral.
Borgen er kendt for sin samling hestesko og den er anerkendt som et af de bedste eksempler på normannisk arkitektur i England.
Den ejes af Rutland County Council, og der er gratis adgang for offentligheden. Det er en listed building af anden grad.